# Andrea Lovotti
Andrea Lovotti, född 28 juli 1989, är en rugby unionspelare från Italien. Hans nuvarande lag är Zebre Rugby.